# FREAK
FREAK (Factoring RSA Export Keys) ist eine um 2015 bekannt gewordene kryptographische Sicherheitslücke im SSL- bzw. TLS-Protokoll, das für sichere Verbindungen in Webanwendungen verwendet wird.
Betroffen sind solche Systeme, bei denen es einem Angreifer durch Manipulation der übertragenen Daten gelingen kann, die Kommunikationspartner dazu zu bringen, sich beim Aufbau einer verschlüsselten Verbindung auf eine nach heutigen Maßstäben nur schlechte Verschlüsselung zu einigen, obwohl im Prinzip stärkere Verschlüsselung zur Verfügung stünde. Dass die über eine solche Verbindung übertragenen Daten von Unbefugten mit vergleichsweise geringem Aufwand entschlüsselt werden können, ist dabei für Endanwender, die sich in der vermeintlichen Sicherheit einer verschlüsselten Verbindung wiegen, nicht ersichtlich.
Das Angriffsszenario existiert, weil viele Implementierungen aus historischen Gründen eine Rückfallprozedur auf eine RSA-Schlüssellänge von nicht mehr als 512 Bits unterstützen. Diese wurde ursprünglich eingebaut, um in den 1990er-Jahren den US-Ausfuhrbestimmungen für kryptografische Produkte zu genügen, die den Export von Produkten, die längere Schlüssel unterstützen, verboten (RSA Export-Schlüssellängen). Damals galt diese Schlüssellänge noch als sicher genug für normale, auch kommerzielle Anwendungen. Längere Schlüssellängen wollte man aus strategischen Gründen Nutzern im Inland vorbehalten (insbesondere dem Militär und Geheimdiensten).
Die Sicherheitslücke wurde von Forschern von IMDEA, INRIA und Microsoft Research aufgedeckt. Sie trägt die CVE-ID CVE-2015-0204.
Zu den verwundbaren Desktop- und Smartphone-Anwendungen gehören clientseitig verschiedene Webbrowser einschließlich Chrome (Mac OS, Android), Safari (macOS, iOS), Opera (Mac OS, Linux), Internet Explorer (Windows) sowie die Standard-Browser von Android- und Blackberry-Geräten. Serverseitig sind neben allen Implementierungen, die die oben beschriebene Herabstufung unterstützen, auch OpenSSL und verschiedene andere Produkte betroffen, daneben auch viele Endgeräte mit Netzwerkfunktionen.
Zum Teil stehen schon Sicherheits-Patches zur Verfügung oder sollen in Kürze für aktuelle Produkte bereitgestellt werden.